# Vasile Dîba
Vasile Dîba (24. července 1954, Jurilovca – 20. února 2024, Bukurešť) byl rumunský rychlostní kanoista - kajakář. Na olympijských hrách v Montrealu roku 1976 vyhrál individuální kajakářský závod na 500 metrů. Šlo o první rumunské olympijské vítězství na kajaku. Na stejných hrách skončil třetí v závodě na 1000 metrů. Za čtyři roky na hrách v Moskvě na pětistovkové trati získal bronz a do své olympijské medailové sbírky přidal ještě stříbro z kajakářské čtyřky (K-4) na kilometrové trati. Zúčastnil se i olympiády v Los Angeles roku 1984 (4. místo na pětistovce a 7. místo na kilometru). Z mistrovství světa si přivezl šest zlatých a dvě stříbra - z toho jedno zlato a jedno stříbro bylo ze štafet.